# アントミル

An ant mill

アントミル(Ant mill)は、採餌部隊から離れたグンタイアリの群れがフェロモンの跡を失い、お互いの跡を追い始めて、連続して回転する円を作る現象である。研究室内やアリの巣のシミュレーションでも再現されている。
この現象は、アリの巣の自己組織化の副作用である。各々のアリは目の前のアリを追い、通常は環境的な引き金によりわずかな偏りが表れ始め、アントミルが形成される。アントミルは、1921年にウィリアム・ビービによって初めて記載された。彼は、アリ1匹が1周するのに2時間半かかる円周370mのアントミルを観察した。同様の現象は、ギョウレツシャチホコ亜科や魚でも記載されている。
「デススパイラル（死の渦巻）」とも言われ、中のアリ達は最終的に疲労で死んでしまうと言われているが、実際にそうなったとされる目撃例は先述のウィリアム・ビービの1件のみであり、その他の例ではアリ達は散っていきミルが自然消滅しているため根拠が定かではない。
ビービ氏の目撃例はミルの規模、持続時間も他の例より大き過ぎるため、誇張や誤認の可能性も疑われている。そもそもグンタイアリのフェロモンは日中は揮発してしまうため、最悪の場合でも昼の間にミルは消滅すると考えられる。